# (4247) Grahamsmith
(4247) Grahamsmith (1983 WC) – planetoida z pasa głównego asteroid okrążająca Słońce w ciągu 5,68 lat w średniej odległości 3,18 j.a. Odkryta 28 listopada 1983 roku.